# Olof Hiorter
Olof Petrus (o Peter) Hiorter (o Hjorter) (Rödöns socken, Jämtland, 1696 – Uppsala, 1750) va ser un astrònom suec. Va iniciar estudis als Països Baixos i després va ser nomenat lector de la Universitat d'Uppsala el 1732 per ocupar la vacant d'Anders Celsius que estava de gira als observatoris d'Europa. Des de 1737 junt amb Celsius estudià les aurores boreals, els eclipsis solars i els cometes. Pehr Wilhelm Wargentin va ser el seu deixeble.
Hiorter va ser elegit membre de la Reial Acadèmia Sueca de Ciències el 1745 i nomenat Observator Regius - "Astrònom Reial" el 1747.